# Beidi

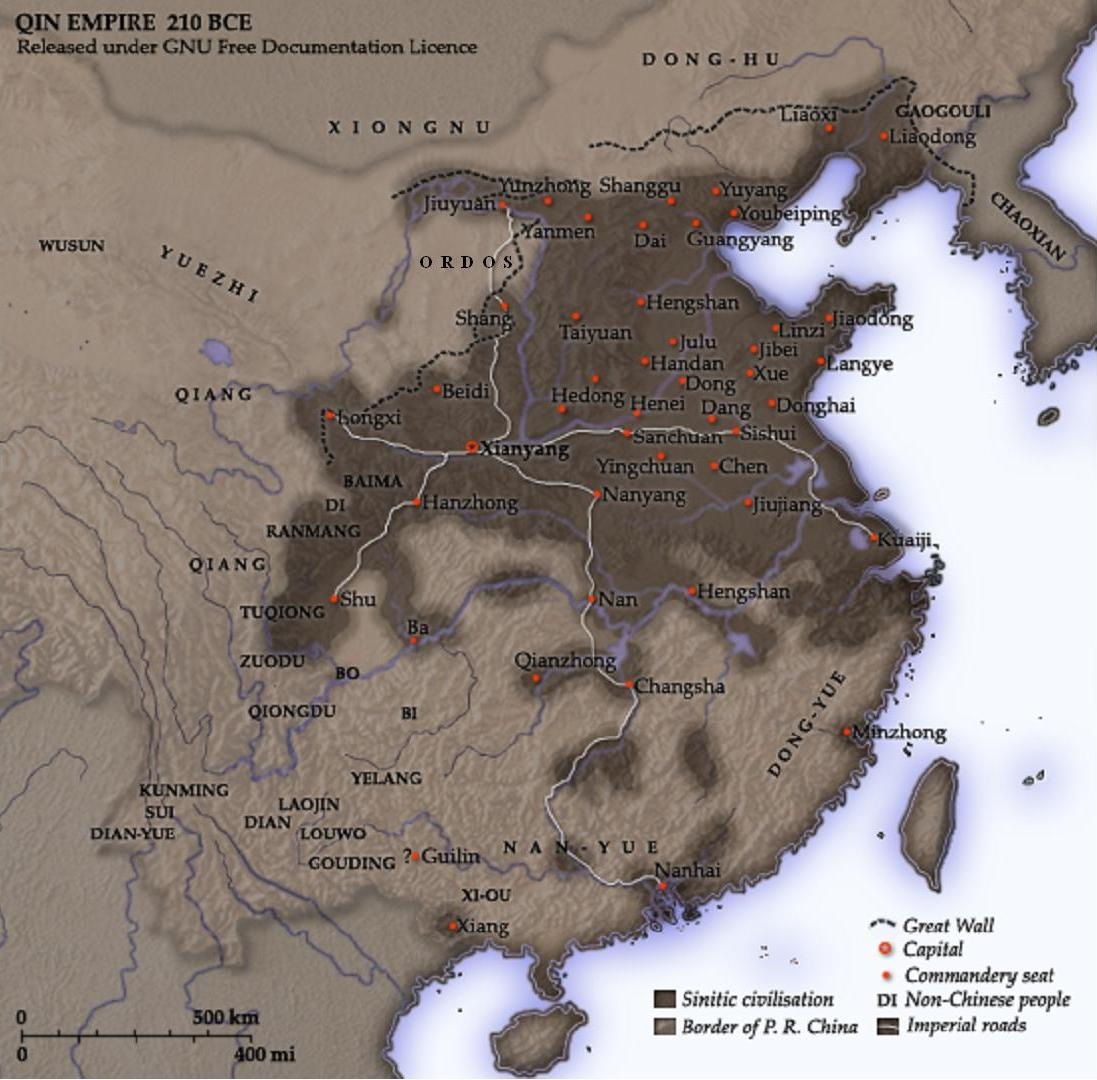
Los Di vivieron en la frontera norte de lo que posteriormente será el imperio Qin.

Cosmografía de la dinastía Zhou de Huaxia y de los pueblos Siyi: Dongyi al este, Nanman al sur, Xirong al oeste, y Beidi al norte.

Los Beidi o Di del norte (北狄: bárbaros del norte) era como se denominaban varios grupos étnicos que vivían en el norte de China durante la  dinastía Zhou. El final de su dinastía corresponde a su conquista o absorción por los chinos.
Los antiguos chinos denominaban a sus vecinos refiriéndose a las direcciones geográficas los Siyi (四夷) "Cuatro bárbaros", los mismos comprendían los Beidi, Nanman, Dongyi y Xirong. Los cuatro nombres o la combinación de ellos, como por ejemplo 'Yi-Di' a menudo eran utilizados como sinónimo de "bárbaros". El "Registro de Ritos" denominado  Liji, brinda detalles de los estereotipos antiguos sobre los Siyi  que rodeaban China.
«Los pueblos de aquellas cinco regiones – Los Estados del Medio, y los [Rong], [Yi], (y otras tribus salvajes en su entorno) – tenían sus características y hábitos propios. Las tribus al este eran los [Yi]. Llevaban el pelo suelto, y sus cuerpos tatuados. Algunos consumían alimentos crudos. Los ubicados al sur eran denominados Man. Se tatuaban su frente, y forzaban a sus pies de forma que estuvieran doblados enfrentándose. Algunos también consumían alimentos crudos. Aquellos por el oeste se denominaban [Rong]. Llevaban el pelo suelto y se cubrían con pieles. Algunos no consumían granos. Aquellos ubicados al norte se denominaban [Di]. Usaban pieles de animales y aves, y moraban en cuevas. Algunos de ellos no consumían alimentos a base de granos. Los pueblos de los Estados del Medio, y los de [Yi], Man, [Rong], y [Di], tenían sus guaridas donde vivían de forma confortable; sus propios sabores culinarios; ropajes característicos; implementos y herramientas propios; y cuencos los cuales fabricaban en grandes cantidades. En aquellas cinco regiones, los idiomas de estos pueblos no podían ser comprendidos entre ellos, y sus preferencias y deseos eran diferentes. Para expresar sus pensamientos, y comunicar sus deseos y preferencias, (había oficiales) – que en el este eran denominados transmisores; en el sur representacionistas; en el oeste [Di-dis]; y en el norte intérpretes.» 
Los Di habitaron en una franja horizontal desde la zona de Ordos Loop superior y por el norte de Shanxi hasta el estado de Yan al norte de Beijing. Esta era una zona de transición entre la civilización china emergente y los pueblos de las estepas al norte. Su economía habría estado basada en una mezcla de pastoreo, agricultura y caza. Parecería que otros grupos de Di vivieron intercalados entre los estados chinos. Al norte de los mismos se encontraba la emergente sociedad de la estepa a quienes posteriormente denominarían el pueblo Hu. Al suroeste de Rong vivían a lo largo de la frontera noroeste de China. A menudo los Di y los Rong han sido asociados y ambos son considerados más guerreros y menos civilizados que los Yi y los Man.
Los Di tenían poblados amurallados y peleaban a pie. A menudo eran enemigos y a veces aliados de los diversos estados chinos. Existen registros sobre comercio, tratados, alianzas selladas con matrimonios y políticos chinos exiliándose entre los Di.

## Historia
Según las Memorias históricas, los ancestros de la dinastía Zhou vivieron en tierras cerca de los Rong y Di por catorce generaciones, hasta que el Rey Tai de Zhou los condujo hacia el valle en la zona media del río Wei donde construyeron su capital cerca de Mount Qi.
- 676-651 a. C.: El Duque Xian de Jin conquistó a diversos grupos Rong y Di.
- 662 a. C.: Los Di expulsaron a los Rong de Taiyuan.
- 662-659 a. C.: El estado de Xing fue casi destruido por los Di Rojos hasta que fue rescatado por el Estado de Qi.
- 660 a. C.: Los Di Rojos conquistaron la capital del Estado de Wey y mataron a su gobernante, pero finalmente fueron expulsados por los Qi.
- 660 a 507 a. C.: Los Jin pelearon numerosas guerras contra los Di.
- 640 a. C.: Los Di se aliaron con los Qi y Xing contra Wey.
- 636 BC: Los Di ayudaron al rey Zhou contra el estado de Cheng.
- 594 BC: Jin destruyó el Estado Di Rojo de Lushi (潞氏)
- 541 BC: Los Jin 'subyugaron' al Estado Di Rojo de Lushi.
- 531 a. C.: Los Jin atacaron a los Xianyu y Fei.
- 507 a. C.: Los Jin fueron vencidos por los Xianyu Di.
- 406 a. C.: Zhongshan fue conquistado por el Estado de Wei.
- 400 a. C.: Para esta época la mayoría de los Di y Rong habían sido eliminados como entes independientes.
- 377 a. C.: Zhongshan recobró su independencia.
- 295 a. C.: Zhongshan fue conquistado por el Estado de Zhao.
- Hacia 283-265 a. C.: Tian Dan peleó con Di que vivía en el estado de Qi.

## Organización
- Bei Di (北狄) o Di del Norte
  - Chi Di (赤狄) o Di Rojos
  - Chang Di (長狄) o Di Largos
  - Bai Di (白狄) o Di Blancos
    - Xianyu (鮮虞)

Los Bai Di vivían por el oeste y los Chi (Red) Di guerreros hacia el este. El estado norteño de Zhongshan fue fundado por los Bai Di, el mismo adoptó elementos de la cultura china pero nunca fue considerado un estado Huaxia (Chino). Otros grupos Di eran los Chang Di y los Xianyu. Los estados de Fei y los Xianyu formaban parte de la confederación Di Blanca.